# 歌謠曲
日本音樂所稱之「歌謠曲」，指的是日本流行音樂的一個種類，其中昭和时期发布的歌曲又被称为昭和歌谣。但根據情況的不同，有幾個不同的意義被使用，大概有以下諸些定義。
1. 廣義上，指的是日本整體流行音樂當中，有歌詞者。
2. 狹義上，從上述分類中，更加鎖定受搖滾（ロック）、民謠（フォーク）、爵士（ジャズ）、fusion（フュージョン）等歐美流行音樂影響較稀薄者，「歌詞」上的著重其實指的是音樂風格。具體來說，在現在，演歌或者是心情歌謠，即帶有戰前伊始的昭和20年歌謠曲，乃至具古典色彩的歌曲、歐美進口的流行音樂的轉錄製品（Cover version）等，故有相當寬廣的範疇。常被認為是演歌的古賀旋律（古賀メロディー），也是因為早期鑽研曼陀鈴吉他音樂，使得其西洋樂風的曲子也多。
3. 最狹義的歌謠曲指的是，進一步將演歌等除外，介於演歌和流行歌曲（ポップス）之間的大眾音樂才稱呼為歌謠曲。
4. 有時則包含歐洲等的外國流行音樂，亦即受爵士樂或搖滾樂影響較少的舊時代音樂，這些也稱為歌謠曲。

廣義上，凡有日本歌詞的流行音樂（演歌、J-POP都算）大部分也包含在內。而且「J-POP」等用詞流傳之後，1990年代以降，「歌謠曲」一詞變得不太常被使用。

## 「狹義歌謠曲」的分類
1. 服部良一、吉田正等人，將西方音樂要素加入歌謠曲內，使得歌謠曲大體上受到著西方音樂的影響，在所使用的樂器或者音階等方面，屬純正日本傳統樂調的歌謠曲作品則非常少。
2. 關於演歌：在部分青年人之中，對「演歌=日本的古典音樂」的認識似乎存在，不過，稱為「演歌」的曲子大體上都受到西洋音樂或者是朝鮮音樂的影響，與日本進入中國前的純正日本傳統音樂是不同的，這必須要注意。
3. 情感歌謠：曲調上無法算是演歌，不如說是加入了拉丁、夏威夷、爵士等西洋音樂的要素，並能浮現出成人氣氛的作品。例如，法蘭克永井、石原裕次郎的作品等。但是，和演歌等明確分類是困難的。
4. J-POP（日本流行音樂）：於1980年末左右出現的種類。大多曲調是搖滾式的，歌手（樂團）自創詞曲的情況也很多。但是，和以前的歌謠曲的明確分野也是很困難的。
5. 有關偶像的流行歌曲，請參照偶像流行歌曲（アイドル歌謡曲）。
6. 新奇歌曲（コミックソング）：由有關搞笑藝人（お笑い）方面所帶來的作品。例如，搞笑團體「とんねるず」的部份作品等。
7. 其他具有古典作品格調和風格的樂曲。如藤山一郎那樣的聲樂家、等出身音樂學校一輩所唱者。

儘管如此，上述的分類也不是絕對性的，各自並無明確的劃分。

## 不屬歌謠曲者
1. 有關動畫歌曲，請參照動畫歌曲、動畫歌手。但是，部份動畫歌曲並非由動畫歌曲的專門歌手或者為動畫配音的聲優來唱，有時候由一般的歌手演唱，又或者聲優所唱的歌曲不屬於動畫歌曲，在那種情況下，有時就會包含在歌謠曲中。
2. 供給孩子的真人（実写）電視作品等特攝片的主題歌、插入歌等。例如，（奥特曼）系列的主題歌、假面騎士（仮面ライダー）系列的主題歌等。
3. 童謠（日文兒童流行歌曲的省略），一般是除外的，但是歌謠曲歌手在唱這種歌曲的情況下，有時候也包在歌謠曲中。
4. 器樂曲（純音樂），一般也不在此範圍，但是有時候又被稱為沒有歌的歌謠曲。

## 外部連結
- （日語）
- （日語）
- http://www.ringohouse.com/ （页面存档备份，存于）（日語）